# Szigetszentmárton

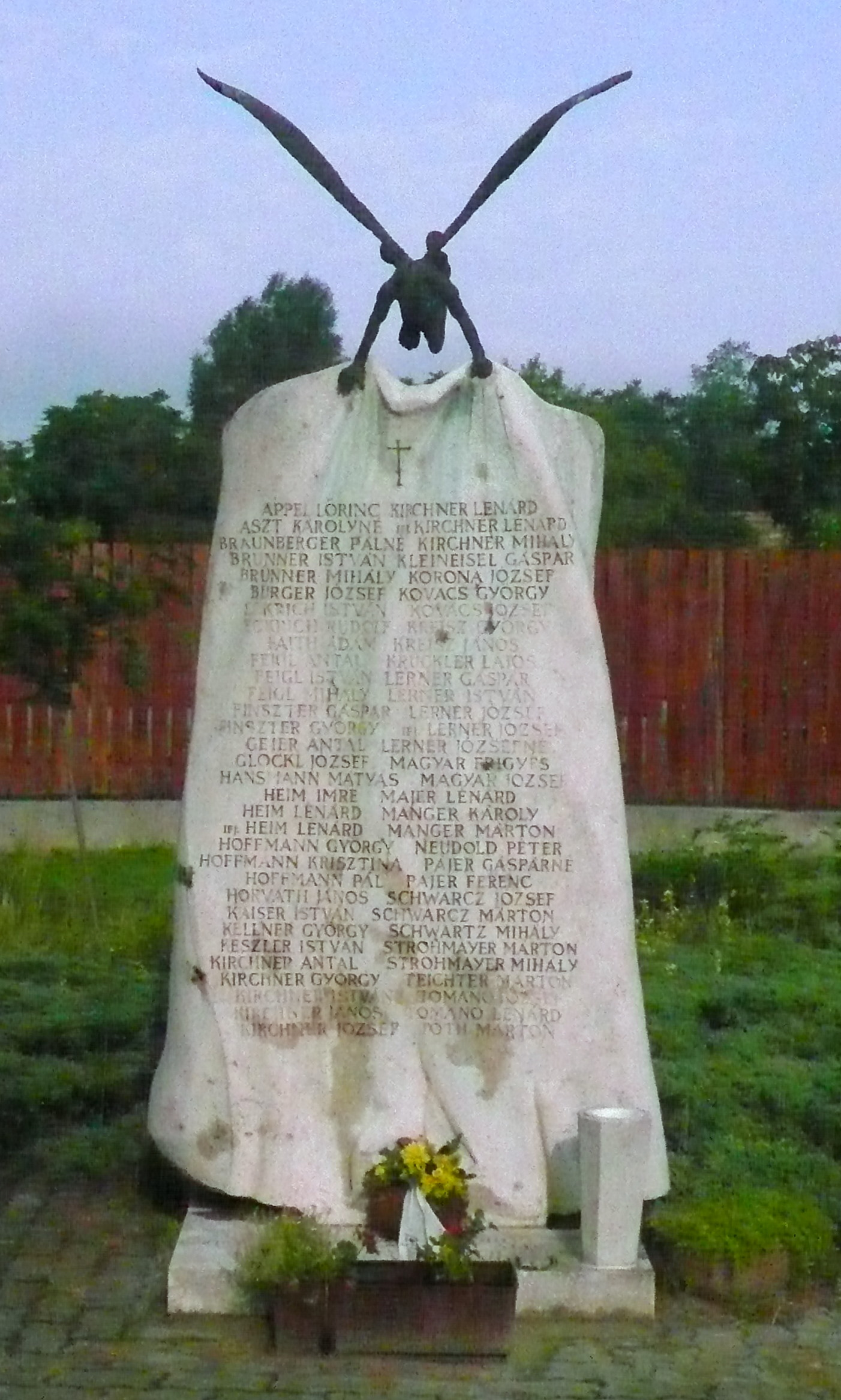
Monument aux morts de la Seconde Guerre mondiale à Szigetszentmárton.

Szigetszentmárton est un village et une commune du comitat de Pest en Hongrie

## Géographie
Le village se situe sur l'île de Csepel, au bord du bras du Danube qui délimite l'île du côté est, le Ráckevei-Duna.
Il est accessible :
- par la ligne HÉV de Ráckeve, du terminus Közvágóhíd à Budapest à l'arrêt Szigetszentmárton–Szigetújfalu,
- par la route en une heure depuis Budapest en bus Volánbusz ou en véhicule individuel en passant par l'île de Csepel, ou depuis le périphérique de Budapest M0,
- ou aussi depuis Lacháza sur la route n° 51, par le pont Árpád de Ráckeve sur le Ráckevei-Duna.

Jusqu'au changement de régime, Szigetcsép, Szigetújfalu et Szigetszentmárton faisaient partie du même ensemble administratif.

## Histoire
Szigetszentmárton est habité depuis des temps très anciens. Le fait que des hommes y aient vécu il y a plusieurs milliers d'années est prouvé par le modèle de chariot préhistorique de renommée mondiale (3500-3000 av. J.-C.) exposé au Musée national à Budapest.
Dans le nom du village, Szentmárton « Saint-Martin » fait référence au saint patron de l'église, et sziget « île » à l'île de Csepel. La première apparition écrite du nom date de 1285, lorsque le roi Ladislas le Couman y signe une charte. La carte de Lazarus secretarius (en hongrois Lázár deák) en 1528 indique le village Szent Márton. Au Moyen Âge, il a le rang de ville (mezőváros). Après l'occupation turque de Buda, les recensements ottomans l'indiquent comme localité importante, avec 43 noms de familles imposables pour 26 maisons.
Après la guerre de reconquête de Buda, la population du village, déjà diminuée, se disperse. Les Turcs une fois chassés, le commandant victorieux Eugène de Savoie reçoit en récompense toute l'île de Csepel, mais seules quelques familles reviennent, c'est pourquoi il installe des colons souabes dans le village, et plus tard la reine Marie-Thérèse y fait venir des colons bavarois.
La grande inondation de 1838 et l'incendie détruisant les deux tiers du village en 1886 modifient le caractère de la localité, les rues et les parcelles deviennent plus ordonnées. L'école publique est fondée en 1855 (celle de l'Église existait depuis 1742), une école maternelle est organisée en 1888. L'association des pompiers volontaires existe depuis 1898, l'association des exploitants agricoles (Gazdakör) en 1909, l'association civile de tir en 1936, la section locale de la Fédération des Allemands de Hongrie est fondée en 1939 et l'harmonie en 1952.
La population surtout allemande du village tentait par un travail assidu d'améliorer sa situation matérielle, et au recensement de 1941 elle dénombrait 1069 habitants, dont 226 de langue maternelle hongroise et 843 allemande. Ce recensement servit ensuite de base pour les expulsions d'Allemands après la Seconde Guerre mondiale. Des Hongrois des territoires de la Grande plaine et de Slovaquie perdus par la Hongrie prirent la place de ceux qui avaient été emmenés dans les wagons.
Grâce à la réalisation des objectifs d'investissement, 100 % des foyers ont désormais l'eau courante, 80 % le gaz, 70 % le téléphone. 85 % des voies sont goudronnées. Un objectif prioritaire est le réseau d'égouts. Les infrastructures se sont développées en même temps que le village, avec l'ouverture de commerces, d'hébergements, de cafés-restaurants. La maison de la culture a été rénovée, ainsi que l'église en 2009-2010.
La politique locale des minorités (nemzetiség « nationalité » au sens identité ethnique) comprend :
- l'enseignement en langue de minorité à la maternelle et à l'école,
- depuis plusieurs décennies, l'Association des traditions souabes (Sváb Hagyományőrző Egyesület), et le groupe de danse, l'orchestre et la chorale de la minorité allemande,
- la collectivité de minorité allemande de Szigetszentmárton fondée en 1994,
- les Journées de la jeunesse, des minorités et de la culture de la région du Ráckevei-Duna (Kis-Dunamenti Kulturális, Nemzetiségi és Ifjúsági Napok), organisées chaque année.

Jumelages :
- Vellmar (Allemagne), 1993
- Oelze (de) (Allemagne)